# دیپتی بهاتناگار
دیپتی بهاتناگار (به انگلیسی: Deepti Bhatnagar) (زاده ۳۰ سپتامبر ۱۹۶۷) بازیگر و مدل هندی است.
از فیلم‌هایی که وی در آن نقش داشته‌است می‌توان به چه کسی بهتر از ماست، قهر، آتش و باران، کتاب مقدس رام، موسیقی راک و دوست اشاره کرد.